# I.O.I
Pour les articles homonymes, voir IOI.
I.O.I (coréen : 아이오아이; acronyme pour Ideal Of Idol, aussi connu sous IOI) est un ancien girl group sud-coréen formé sous CJ E&M par le programme Produce 101 en 2016 sur Mnet. Le groupe était composé de 11 membres choisis parmi un groupe de 101 stagiaires de diverses agences. Elles débutèrent le 4 mai 2016 avec un mini-album, Chrysalis et ont promu activement quatre albums, jusqu'à leur séparation en janvier 2017,,,,.

## Histoire

### Pré-débuts:Produce 101
Avant le concours Produce 101, quelques-unes des membres d'I.O.I étaient déjà connues du public après être apparues dans d'autres émissions de télévision : Kim Sejeong était une concurrente de K-pop Star 2 en 2012, Jeon Somi était une membre du programme Sixteen en 2015 et Choi Yoo-jung est apparue dans le web drama To Be Continued,,. En septembre 2015, Jung Chaeyeon fait ses débuts en tant que membre de DIA mais est retirée temporairement du groupe afin de joindre Produce 101. Elle a également fait une brève apparition dans le web drama Sweet Temptation en 2015,.
En novembre 2015, Mnet annonce leur nouvelle émission qui rassemble 101 stagiaires de 46 agences pour former un girl group de 11 membres choisit par les spectateurs. L'émission commence le 21 janvier 2016 et se finit le 1er avril,.

### Depuis 2016: Début avecChrysalis,Whatta ManetMiss Me?
Le 11 avril 2016, il est annoncé que I.O.I débutera avec un mini-album le 4 mai 2016 et tiendra un concert et une rencontre avec ses fans le jour suivant au gymnase de Jangchung.
Le 27 avril, YMC Entertainment annonce le titre du mini-album d'I.O.I, Chrysalis. Cinq jours après, le teaser du clip sort.
I.O.I débute officiellement le 4 mai 2016 avec la sortie de leur premier mini-album et le clip de la chanson Dream Girls. La chanson est une piste de dance-pop co-écrite par le chanteur-compositeur-interprète-producteur Eru (connu sous le nom de Famousbro) et le compositeur Paul avec la partie rap écrite par les membres Nayoung et Yoojung,.
Fin juillet, il est annoncé que le groupe va lancer sa première sous-unité le 8 août 2016. Celle-ci sera composée de Kim Doyeon, Choi Yoo-jung, Jeon Somi, Kim Chungha, Im Nayoung, Zhou Jieqiong (Pinky) et Kim Sohye, puisque Kang Mina et Kim Sejeong font des promotions avec Gugudan, que Jung Chaeyeon a rejoint DIA, et que Yoo Yeonjung se prépare à faire ses débuts officiels en tant que nouvelle membre des Cosmic Girls.
Le 8 août, les I.O.I ont dévoilé le clip vidéo de Whatta Man (Good Man), leur toute nouvelle chanson titre, un clip vidéo dans lequel les filles montrent une image totalement différente de celle affichée auparavant dans Dream Girls. Chungha a d'ailleurs pris en charge la création de la nouvelle chorégraphie.
Le 15 août, les I.O.I en entier publie le single digital, qui est un remake de la chanson thème des Jeux olympiques d'été de 1988 de Séoul, Hand in Hand un titre originellement interprété par le groupe Koreana.
Le 30 août, un représentant de YMC Entertainment a confirmé le prochain retour du groupe en déclarant : « Les I.O.I se préparent pour un comeback au complet durant le mois d’octobre. Nous visons la deuxième semaine d’octobre, mais rien n’a encore été décidé, d’autant que la chanson titre n’a pas encore été choisie. ».
Le 22 septembre, YMC Entertainment a confirmé que I.O.I a commencé les préparations de son nouvel album qui sortira en octobre, avec le titre principal produit par Park Jin-young, le fondateur de l'agence de Jeon Somi JYP Entertainment. Il a aussi été révélé qu'il était chargé de la chorégraphie, des tenues, du clip vidéo et des séances photos,.
Alors qu'il était initialement annoncé que le groupe devrait se séparer en janvier 2017, il a été déclaré que ce nouvel album sera leur dernier avant la fin de l'année. Les membres retourneront par la suite dans leur agence respective.
Il est confirmé le 28 septembre, que le nouvel album du groupe sortira le 17 octobre. Le groupe annonce son second mini-album nommé Miss Me? le 11 octobre à minuit, suivie par différents teasers. Le titre principal, Very Very Very (너무너무너무) a été personnellement écrit, composé et arrangé par Park Jin-young. Ce titre optimiste et énergique est l'une des chansons les plus rapides qu'il ait créées, avec un tempo de 206 battements par minute,,,.
L'émission spéciale pour leur retour nommée I Miss You Very Very Very Much Show a été diffusée en direct via Mnet le 16 octobre à 23h30 KST, suivie par la sortie de Miss Me? et celle du clip vidéo de Very Very Very à minuit,,. Le groupe a tenu son second showcase pour ce second mini-album le 17 octobre, au Yes24 Live Hall situé à Séoul. Durant cet événement, il a été révélé que I.O.I prévoit d'organiser ses concerts finaux les 21 et 22 janvier 2017, même si les détails n'ont pas encore été décidés. Lorsque la presse les interrogea si une réunion du groupe après leur séparation était envisageable, les membres répondirent qu'elles voudraient se réunir dans cinq ans,,.

## Membres
| Nom de scène | Nom de scène | Nom de naissance | Nom de naissance | Date de naissance | Nationalité                             | Position                                                                 | Agence                  |
| Romanisé     | Coréen       | Romanisé         | Cor./Chi.        | Date de naissance | Nationalité                             | Position                                                                 | Agence                  |
| ------------ | ------------ | ---------------- | ---------------- | ----------------- | --------------------------------------- | ------------------------------------------------------------------------ | ----------------------- |
| Nayoung      | 나영         | Im Na-young      | 임나영           | 18 décembre 1995  | Sud-coréenne                            | Leader, rappeuse principale, chanteuse, danseuse, unnie (la plus âgée)   | Pledis Entertainment    |
| Chungha      | 청하         | Kim Chung-ha     | 김청하           | 9 février 1996    | Sud-coréenne                            | Danseuse principale, chanteuse secondaire                                | M&H Entertainment       |
| Sejeong      | 세정         | Kim Se-jeong     | 김세정           | 28 août 1996      | Sud-coréenne                            | Chanteuse principale, danseuse                                           | Jellyfish Entertainment |
| Chaeyeon     | 채연         | Jung Chae-yeon   | 정채연           | 1er décembre 1997 | Sud-coréenne                            | Chanteuse, danseuse, visuel                                              | MBK Entertainment       |
| Jieqiong     | 졔총         | Zhou Jieqiong    | 周洁琼           | 16 décembre 1998  | Chinoise                                | Danseuse secondaire, chanteuse, visuel                                   | Pledis Entertainment    |
| Sohye        | 소혜         | Kim So-hye       | 김소혜           | 19 juillet 1999   | Sud-coréenne                            | Chanteuse, danseuse                                                      | S&P Entertainment       |
| Yeonjung     | 연정         | Yoo Yeon-jung    | 유연정           | 3 août 1999       | Sud-coréenne                            | Chanteuse principale, danseuse                                           | Starship Entertainment  |
| Yoojung      | 유정         | Choi Yoo-jung    | 최유정           | 12 novembre 1999  | Sud-coréenne                            | Rappeuse secondaire, danseuse secondaire, chanteuse                      | Fantagio Entertainment  |
| Mina         | 미나         | Kang Mi-na       | 강미나           | 4 décembre 1999   | Sud-coréenne                            | Danseuse secondaire, chanteuse                                           | Jellyfish Entertainment |
| Doyeon       | 도연         | Kim Do-yeon      | 김도연           | 4 décembre 1999   | Sud-coréenne                            | Chanteuse, danseuse, visuel                                              | Fantagio Entertainment  |
| Somi         | 소미         | Jeon So-mi       | 전소미           | 9 mars 2001       | Canadienne/ Néerlandaise / Sud-coréenne | Chanteuse secondaire, danseuse, visage du groupe, maknae (la plus jeune) | JYP Entertainment       |

## Discographie

### Mini-albums (EPs)
| Titre                                                                              | Détails de l'album | Meilleures positions | Meilleures positions | Meilleures positions | Meilleures positions | Ventes                                     |
| Titre                                                                              | Détails de l'album | COR                  | TW                   | JAP                  | US World             | Ventes                                     |
| ---------------------------------------------------------------------------------- | --- | -------------------- | -------------------- | -------------------- | -------------------- | ------------------------------------------ |
| Chrysalis                                                                          | - Date de sortie : 4 mai 2016 - Labels : YMC Entertainment, LOEN Entertainment - Formats : CD, téléchargement numérique      | 4                    | 5                    | 118                  | —                    | - KOR : plus de 87 016 - JAP : plus de 826 |
| Miss Me?                                                                           | - Date de sortie : 17 octobre 2016 - Labels : YMC Entertainment, LOEN Entertainment - Formats : CD, téléchargement numérique | 2                    | 4                    | —                    | 11                   | - KOR : plus de 106 439                    |
| "—" signifie que l'album ne s'est pas classé ou n'est pas sorti dans cette région. | |                      |                      |                      |                      |                                            |

### Albums singles
| Titre        | Détails de l'album | Meilleures positions | Ventes                 |
| Titre        | Détails de l'album | COR                  | Ventes                 |
| ------------ | --- | -------------------- | ---------------------- |
| Whatta Man   | - Date de sortie : 9 août 2016 - Labels : YMC Entertainment, LOEN Entertainment - Formats : CD, téléchargement numérique      | 2                    | - KOR : plus de 78 535 |
| Hand in Hand | - Date de sortie : 25 août 2016 - Labels : YMC Entertainment, Windmill Entertainment - Formats : CD, téléchargement numérique | 6                    | - KOR : plus de 4 039  |

### Singles
| Année                                                                                 | Titre                         | Meilleures positions | Meilleures positions | Meilleures positions | Ventes (DL)               | Album               |
| Année                                                                                 | Titre                         | COR                  | JAP Hot              | US World             | Ventes (DL)               | Album               |
| ------------------------------------------------------------------------------------- | ----------------------------- | -------------------- | -------------------- | -------------------- | ------------------------- | ------------------- |
| 2016                                                                                  | Crush                         | 12                   | —                    | —                    | - KOR : plus de 387 588   | Chrysalis           |
| 2016                                                                                  | Dream Girls                   | 7                    | —                    | —                    | - KOR : plus de 630 892   | Chrysalis           |
| 2016                                                                                  | Whatta Man                    | 2                    | —                    | 12                   | - KOR : plus de 371 336   | Whatta Man          |
| 2016                                                                                  | Hand in Hand (손에 손잡고)    | —                    | —                    | —                    | - KOR : plus de 11 879    | Hand in Hand        |
| 2016                                                                                  | Very Very Very (너무너무너무) | 1                    | 80                   | 4                    | - KOR : plus de 1 319 944 | Miss Me?            |
| 2017                                                                                  | Downpour (소나기)             | 3                    | —                    | —                    | - KOR : plus de 1 112 589 | Non issu d'un album |
| "—" signifie que le morceau ne s'est pas classé ou n'est pas sorti dans cette région. |                               |                      |                      |                      |                           |                     |

### Autres chansons classées
| Titre                                       | Année | Meilleures positions | Ventes (DL)             | Album     |
| Titre                                       | Année | COR                  | Ventes (DL)             | Album     |
| ------------------------------------------- | ----- | -------------------- | ----------------------- | --------- |
| When the Cherry Blossoms Fade (벚꽃이 지면) | 2016  | 16                   | - KOR : plus de 448 325 | Chrysalis |
| Knock Knock Knock (똑 똑 똑)                | 2016  | 31                   | - KOR : plus de 154 934 | Chrysalis |
| Doo Wap                                     | 2016  | 45                   | - KOR : plus de 82 081  | Chrysalis |
| Pick Me                                     | 2016  | 93                   | - KOR : plus de 33 968  | Chrysalis |
| Hold On (잠깐만)                            | 2016  | 10                   | - KOR : plus de 188 451 | Miss Me?  |
| More More (내 말대로 해줘)                  | 2016  | 61                   | - KOR : plus de 38 268  | Miss Me?  |
| Ping Pong                                   | 2016  | 77                   | - KOR : plus de 33 131  | Miss Me?  |
| M-Maybe (음 어쩌면)                         | 2016  | 86                   | - KOR : plus de 31 583  | Miss Me?  |

### Bande originale
| Titre                                      | Année | Meilleures positions | Ventes (DL)             | Album                                  |
| Titre                                      | Année | COR                  | Ventes (DL)             | Album                                  |
| ------------------------------------------ | ----- | -------------------- | ----------------------- | -------------------------------------- |
| I Love You, I Remember You (사랑해 기억해) | 2016  | 30                   | - KOR : plus de 124 584 | OST de Moon Lovers: Scarlet Heart Ryeo |

## Filmographie

### Télévision

#### Émissions télé
| Année     | Titre                      | Chaîne | Membre(s)                       | Note                                           |
| --------- | -------------------------- | ------ | ------------------------------- | ---------------------------------------------- |
| 2012-2013 | K-pop Star 2               | SBS    | Sejeong                         | Éliminée lors du casting                       |
| 2015      | Sixteen                    | Mnet   | Somi                            | Éliminée lors de la finale                     |
| 2016      | Produce 101                | Mnet   | Toutes                          | Programme qui a détérminé les membres de I.O.I |
| 2016      | Standby I.O.I              | Mnet   | Toutes                          | [ 65 ]                                         |
| 2016      | Welcome Show               | KBS    | Toutes                          | Sejeong présente l'émission                    |
| 2016      | Two Yoo Project Sugar Man  | JTBC   | Toutes                          |                                                |
| 2016      | Hello, Our Native Language | KBS    | Nayoung, Chungha, Sejeong, Somi |                                                |
| 2016      | SNL Korea                  | tvN    | Toutes                          |                                                |
| 2016      | Battle Trip                | KBS    | Toutes                          | [ 66 ]                                         |
| 2016      | Knowing Brothers           | JTBC   | Toutes                          |                                                |

## Vidéographie

### Apparitions dans des clips vidéos
| Année | Titre                 | Artiste(s)         | Membre(s)                   |
| ----- | --------------------- | ------------------ | --------------------------- |
| 2014  | Game Over             | Kye Bum-zu         | Lim Na-young                |
| 2014  | My Copycat            | Orange Caramel     | Lim Na-young, Zhou Jieqiong |
| 2014  | Why are We            | Troy               | Lim Na-young                |
| 2014  | Stop Stop It          | GOT7               | Jeon So-mi                  |
| 2015  | Man of the Year       | Hanhae             | Lim Na-young                |
| 2015  | The Light             | The Ark            | Kim So-hye                  |
| 2015  | I'm Good              | Elsie feat. K.Will | Jung Chae-yeon              |
| 2015  | Goodbye School        | Jinlin Wang        | Kim So-hye                  |
| 2015  | Mansae                | Seventeen          | Zhou Jieqiong               |
| 2015  | Somehow               | DIA                | Jung Chae-yeon              |
| 2015  | My Friend's Boyfriend | DIA                | Jung Chae-yeon              |
| 2015  | Pick Me               | Produce 101        | Tous                        |
| 2016  | Sugar And Me          | San E & Raina      | Kim Do-yeon                 |
| 2016  | On the Road           | DIA                | Jung Chae-yeon              |
| 2016  | Breathless            | Astro              | Choi Yoo-jung               |
| 2016  | Wonderland            | Gugudan            | Kim Se-jeong, Kang Mi-na    |
| 2016  | Ulsanbawi             | M&D                | Jung Chae-yeon              |
| 2016  | Secret                | Cosmic Girls       | Yu Yeon-jung                |
| 2016  | If You                | Ailee              | Lim Na-young                |
| 2016  | Mr. Potter            | DIA                | Jung Chae-yeon              |

## Récompenses et nominations

### Asia Model Awards
| Année | Catégorie      | Travail nommé | Résultat |
| ----- | -------------- | ------------- | -------- |
| 2016  | New Star Award | I.O.I         | Lauréat  |

### Programmes de classements musicaux

#### The Show
| Année | Date    | Chanson     |
| ----- | ------- | ----------- |
| 2016  | 16 août | Whatta Man, |
| 2016  | 30 août | Whatta Man, |

#### Show Champion
| Année | Date       | Chanson        |
| ----- | ---------- | -------------- |
| 2016  | 17 août    | Whatta Man     |
| 2016  | 26 octobre | Very Very Very |

#### M! Countdown
| Année | Date       | Chanson        |
| ----- | ---------- | -------------- |
| 2016  | 18 août    | Whatta Man     |
| 2016  | 27 octobre | Very Very Very |

#### Music Bank
| Année | Date    | Chanson    |
| ----- | ------- | ---------- |
| 2016  | 19 août | Whatta Man |

### Inkigayo
| Année | Date       | Chanson        |
| ----- | ---------- | -------------- |
| 2016  | 30 octobre | Very Very Very |